# Ekonomisk liberalisering
Ekonomisk liberalisering, eller ekonomisk liberalisering, är en minskning av statliga regleringar och restriktioner i en ekonomi i utbyte mot större deltagande från privata enheter. Inom politiken förknippas doktrinen med klassisk liberalism och nyliberalism. Liberalisering är i korthet "avskaffandet av kontroller" för att uppmuntra ekonomisk utveckling.
Många länder har följt den ekonomiska liberaliseringens väg under 1980-, 1990- och 2000-talet, med det uttalade målet att bibehålla eller öka sin konkurrenskraft som affärsmiljöer. Liberaliseringspolitik kan, eller ofta, innefatta partiell eller fullständig privatisering av statliga institutioner och statligt ägda tillgångar, större flexibilitet på arbetsmarknaden, lägre skattesatser för företag, färre restriktioner för både inhemskt och utländskt kapital, öppna marknader etc. Till stöd för liberaliseringen skrev den tidigare brittiske premiärministern Tony Blair: "Framgång kommer att gå till de företag och länder som är snabba att anpassa sig, långsamma att klaga, öppna och villiga att förändras. Moderna regeringars uppgift är att se till att våra länder kan möta denna utmaning."
I utvecklingsländer avser ekonomisk liberalisering mer liberalisering eller ytterligare "öppning" av deras respektive ekonomier för utländskt kapital och investeringar. Tre av de snabbast växande utvecklingsekonomierna idag; Brasilien, Kina och Indien, har uppnått snabb ekonomisk tillväxt under de senaste åren eller decennierna, delvis tack vare att de har liberaliserat sina ekonomier gentemot utländskt kapital.
Många länder nuförtiden, särskilt de i tredje världen, fick utan tvekan inget annat val än att "liberalisera" sina ekonomier för att förbli konkurrenskraftiga när det gällde att attrahera och behålla både sina inhemska och utländska investeringar. Detta kallas TINA-faktorn, som står för "det finns inget alternativ". Till exempel infördes reformer i Kina efter kulturrevolutionen. På liknande sätt inkluderar de omtvistade förslagen om stadgeändring i Filippinerna en ändring av de ekonomiskt restriktiva bestämmelserna i deras konstitution från 1987.
Med detta mått är motsatsen till en liberaliserad ekonomi ekonomier som Nordkoreas ekonomi med sitt "självförsörjande" ekonomiska system som är stängt för utrikeshandel och investeringar (se autarki ). Nordkorea är dock inte helt separerat från den globala ekonomin, eftersom landet aktivt handlar med Kina genom Dandong, en stor gränshamn, och får hjälp från andra länder i utbyte mot fred och restriktioner i deras kärnkraftsprogram. Ett annat exempel skulle vara oljerika länder som Saudiarabien och Förenade Arabemiraten, som inte ser något behov av att ytterligare öppna sina ekonomier för utländskt kapital och investeringar eftersom deras oljereserver redan ger dem enorma exportintäkter.
Ekonomisk liberalisering gäller inhemsk avreglering och handelsliberalisering såsom frihandel.

## Åtgärder för ekonomisk liberalisering
Fraser Institute konstruerade ett index för ekonomisk frihet baserat på statens storlek, rättssystem och äganderätt, sunda pengar, internationell handel och reglering.
Heritage Foundation sammanställde ett liknande index med fyra huvudpelare och tolv underkategorier: Rättsstatsprincipen (äganderätt, rättslig effektivitet, statlig integritet), statlig storlek (offentliga utgifter, skattebörda, finanspolitisk hälsa), regleringseffektivitet (affärsfrihet, arbetsfrihet, monetär frihet), öppna marknader (handelsfrihet, investeringsfrihet, finansiell frihet).

## Potentiella fördelar
Liberalisering ger tjänstesektorn möjlighet att konkurrera internationellt, vilket bidrar till BNP-tillväxt och genererar utländsk valuta. Därför är tjänsteexport en viktig del av många utvecklingsländers tillväxtstrategier. Indiens IT-tjänster har blivit globalt konkurrenskraftiga eftersom många företag har outsourcat vissa administrativa funktioner till länder där kostnaderna (särskilt lönerna) är lägre. Dessutom, om tjänsteleverantörer i vissa utvecklingsländer inte är tillräckligt konkurrenskraftiga för att lyckas på världsmarknaderna, kommer utländska företag att lockas att investera, vilket för med sig internationella "bästa praxis" och bättre kompetens och teknologier. Inträdet av utländska tjänsteleverantörer kan vara en både positiv och negativ utveckling. Det kan till exempel leda till bättre tjänster för inhemska konsumenter, förbättra inhemska tjänsteleverantörers prestanda och konkurrenskraft, samt helt enkelt locka utländska direktinvesteringar/utländskt kapital till landet. Faktum är att viss forskning tyder på att en 50-procentig minskning av handelshinder för tjänster under en fem- till tioårsperiod skulle skapa globala vinster i ekonomiskt välstånd på cirka 250 dollar. miljarder per år.
Förmånliga handelsområden kan öka demokratiseringen vid handel med andra demokratier.

## Potentiella risker
Handelsliberalisering medför betydande risker som kräver noggrann ekonomisk förvaltning genom lämplig reglering från regeringar. Vissa menar att utländska leverantörer tränger ut inhemska leverantörer och att det istället för att leda till investeringar och kompetensöverföring tillåter utländska leverantörer och aktieägare att "fånga vinsterna själva och ta ut pengarna ur landet". Därför hävdas det ofta att skydd behövs för att ge inhemska företag chansen att utvecklas innan de utsätts för internationell konkurrens. Detta stöds också av antropologen Trouillot som menar att det nuvarande marknadssystemet inte alls är en fri marknad, utan istället en privatiserad marknad (dvs. marknader kan "köpas"). Andra potentiella risker till följd av liberaliseringen inkluderar:
- Risker för instabilitet i finanssektorn till följd av global smittspridning[9]
- Risk för kompetensflykt[9]
- Risk för miljöförstöring[9]
- Risk för en skuldspiral på grund av minskade skatteintäkter bland andra ekonomiska problem (ofta kopplat till IMF- omstrukturering även om delstatsregeringen i Kansas för närvarande står inför detta problem).[11]
- Risk för ökad ojämlikhet mellan ras, etnicitet eller könsgränser. Till exempel, enligt antropologen Lilu Abu-Lughod ser vi ökad ojämlikhet mellan könen på nya marknader i takt med att kvinnor förlorar arbetstillfällen som fanns före marknadsliberaliseringen.

Forskare vid tankesmedjor som Overseas Development Institute menar dock att riskerna uppvägs av fördelarna och att det som behövs är noggrann reglering. Till exempel finns det en risk att privata leverantörer "skummar bort" de mest lönsamma kunderna och slutar betjäna vissa olönsamma konsumentgrupper eller geografiska områden. Sådana problem skulle dock kunna åtgärdas genom reglering och genom skyldigheter att tillhandahålla samhällsomfattande tjänster i avtal eller i licensiering för att förhindra att en sådan situation uppstår. Detta medför naturligtvis risken att detta inträdeshinder avskräcker internationella konkurrenter från att komma in på marknaden. Exempel på ett sådant tillvägagångssätt inkluderar Sydafrikas stadga för finanssektorn eller indiska sjuksköterskor som främjade sjuksköterskeyrket inom Indien, vilket har resulterat i en snabb tillväxt i efterfrågan på sjuksköterskeutbildning och en relaterad utbudsrespons.
Handel mellan autokratier och demokratier kan öka demokratiskt tillbakagång. Wandel durch Handel eller "Förändring genom handel" har kritiserats för att indirekt finansiera autokratiska regimer.

## Efter region
- Ekonomisk liberalisering i Indien
- Ekonomisk liberalisering i Myanmar
- Ekonomisk liberalisering i Pakistan
- Effekter av ekonomisk liberalisering på utbildning i Tadzjikistan
- Baltisk tiger (Estland, Lettland, Litauen, ca 2000 –nutid)
- Kubas ekonomi, med början 1994 och accelererande under Raúl Castro
- Indonesiens ekonomiska boom, som började efter Östtimors utbrytning 1999 med början av 2000-talet.

## Historiska exempel
- Kinas ekonomiska reform
- Perestrojka (Sovjetunionen)
- Chiles mirakel